# Benjamin Delessert
Benjamin Delessert, celým jménem Jules Paul Benjamin Delessert (14. února 1773 Lyon – 1. března 1847 Paříž), byl francouzský bankéř, továrník a přírodovědec. Bylo po něm pojmenováno mnoho druhů rostlin (zkratka „Deless“).

## Život
Byl synem bankéře Étienna Delesserta (1735–1816), pocházel z kalvínské rodiny. V roce 1777 se s rodinou přestěhoval z Lyonu do Paříže, kde se jeho otec stal velmi úspěšným v obchodě a průmyslu. Delessert na začátku francouzské revoluce sloužil u dělostřelectva, ale po 10. srpnu 1792 musel jako stoupenec La Fayettea opustit armádu a v roce 1795 převzal otcovu bankovní činnost.
V roce 1801 zřídil v Passy cukrovar. Napoleonem Bonapartem byl jmenován členem Čestné legie, za zásluhy o domácí průmysl. V roce 1813 byl jmenován velitelem legie pařížské Národní gardy. Po restauraci Bourbonů se stal členem komise pro zlepšení věznic, ale po druhém návratu Bourbonů byl propuštěn. Z jeho iniciativy byla v roce 1818 vytvořena Livret A (spořicí účet), forma vkladní knížky, která ve Francii existuje dodnes. V roce 1817 byl zvolen jako poslanec do Chambre des députés française za Département de la Seine (dnes Paříž) a byl tam členem až do roku 1838. Byl v levicovém středu a byl jedním z nejrozhodnějších a nejaktivnějších členů liberální strany.
V letech 1820 až 1839 nechal vytisknout dílo „Icones selectae plantarum“ (5 svazků, každý svazek se 100 rytinami). Prosadil se jako ředitel chudobinců v Paříži a jako spoluzakladatel spořitelen ve Francii a „Société philanthropique“. Je známý svou péčí o dělníky a také podporou vědeckého a uměleckého úsilí. Byl vlastníkem cenné sbírky obrazů založené jeho otcem (s Raphaelovou Madonou: la Vierge de la Maison d'Orléans) a sbírky mědirytin. Také byl vlastníkem jedné z nejbohatších přírodovědných sbírek, včetně sbírky schránek měkkýšů.

## Dílo
- Recueil de coquilles décrites par Lamarck. 1841 ff.
- Des avantages de la caisse d'épargne et de prévoyance. 1835.
- Les bons exemples, nouvelle morale en action. spoluautor: Joseph-Marie de Gérando (3. vydání vyšlo v roce 1867)
- Guide du bonheur. 1839. (4. vydání vyšlo v roce 1855)